# Trælur
 For alternative betydninger, se Lur (flertydig). (Se også artikler, som begynder med Lur)
Træluren er et musikinstrument, der blev brugt i middelalderen i Skandinavien.
De tidligste referencer til et instrument som kaldes en lur kommer fra de islandske Sagaer, hvor de beskrives som 'krigstrompeter', brugt til at kalde tropper sammen og skræmme fjenden. Disse lurer, hvoraf flere er blevet fundet i langskibe, er lige træ-rør omkring en meter lange, som blæses fra enden. De har ingen finger-huller, og spilles næsten på samme måde som moderne messinginstrumenter. 
En lur meget lig disse krigsinstrumenter er blevet brugt af landbefolkningen i de nordiske lande i hvert fald siden middelalderen, og er i princippet magen til de simple blæseinstrumenter, som kendes overalt i verden, fra Tibet til Schweiz (Alpehorn). Disse instrumenter brugtes til at kalde kvæg sammen og til at signalere med. De er magen til krigsinstrumenterne i konstruktion- og spillemåde, men er omviklet af birk, medens krigsinstrumenterne er omviklet af pil (Da de er fremstillet af to eller fire dele, skal der bruges noget til at holde dem sammen).